# Andrias sligoi
Andrias sligoi je největší žijící obojživelník, který se vyskytuje v jižní Číně u Perlové řeky (Nanling, provincie An-chuej). Přesné hranice areálu rozšíření však zatím nejsou známy. Kvůli lovu se jedná o kriticky ohrožený druh.

## Taxonomie
Tento druh byl poprvé vědecky popsán v roce 1924 britským herpetologem Edwardem Georgem Boulengerem pod jménem Megalobatrachus sligoi. Typový jedinec, 99 cm dlouhý exemplář, byl chován v lidské péči původně v hongkongské botanické zahradě a později byl chován v londýnské zoo. Pravděpodobně původně pocházel z čínské pevniny (Kuang-tung nebo Kuang-si). 
Navzdory Boulengerově klasifikaci byl tento druh později synonymizován s velemlokem čínským (Andrias davidianus) a nakonec zapomenut. Studie publikovaná v roce 2018 však zjistila, že druh velemlok čínský se ve skutečnosti skládá z mnoha kladů omezených na různá povodí řek, přičemž mnohé z nich jsou natolik odlišné, že je lze považovat za samostatné druhy. Studie muzejních exemplářů z roku 2019 zjistila, že jihočínská populace Andrias davidianus pravděpodobně představuje samostatný druh a byla předmětem původní Boulengerovy studie, a podpořila tak obnovení Andrias sligoi jako samostatného druhu.

## Popis
Velemlok je pravděpodobně největším obojživelníkem na světě. Jeden exemplář odchycený poblíž Kuej-čou měřil 180 cm. Tělo je zploštělé, končetiny jsou krátké a silné. Prsty na rukou a nohou jsou ploché a na vnější straně mají blanitou kůži. Ocas je krátký, po stranách silně zploštělý a na konci zaoblený. Na trupu se nacházejí široké kožní záhyby a hrboly, na hlavě však chybí. Zvíře je hnědavě zbarvené, ocas je skvrnitý. Ve srovnání s velemlokem čínským je hlava větší, širší a plošší. Vzdálenost mezi nozdrami je větší, čenich je zaoblenější, oči jsou výraznější a na hlavě chybějí hrboly.

## Hrozby a ochrana
Velemlok Andrias sligoi je kvůli svému statusu delikatesy a využití v tradiční čínské medicíně silně ohrožen nadměrným odlovem a není známo, zda ještě dnes přežívají nějaké volně žijící populace. Již koncem 20. století byl zaveden rozsáhlý komerční obchod s tímto druhem a jeho příbuznými a v současnosti existují rozsáhlé farmy na chov velemloků pro potravinářské a léčebné účely. Několik exemplářů nasbíraných v 90. letech 20. století pochází mimo původní areál druhu a pravděpodobně představují buď přemístěné jedince, kteří unikli obchodu, nebo jedince darované obchodníky či od nich zakoupené. 
Nevybíravý chov může také podporovat křížení mezi různými druhy, což dále kontaminuje genofond jednotlivých druhů. Z tohoto důvodu bylo navrženo, aby byl Andrias sligoi zařazen do Červeného seznamu IUCN jako druh kriticky ohrožený. 
Navrhovaná ochranářská opatření zahrnují vytvoření samostatného plánu péče pro A. sligoi, identifikaci a ochranu lokalit, na kterých se mohou případně vyskytovat zbytkové divoké populace, identifikaci jedinců v zajetí a prevenci hybridizace nebo translokace a vytvoření geneticky čisté zakladatelské populace pro účely chovu v zajetí a vypouštění.